# Nybodtjärnen, Härjedalen
Nybodtjärnen är en sjö i Härjedalens kommun i Härjedalen och ingår i Göta älvs huvudavrinningsområde. Sjön har en area på 0,208 kvadratkilometer och ligger 778,5 meter över havet. Nybodtjärnen ligger i Rogen Natura 2000-område.

## Delavrinningsområde
Nybodtjärnen ingår i det delavrinningsområde (692147-132300) som SMHI kallar för Utloppet av Nybodtjärnen. Medelhöjden är 782 meter över havet och ytan är 0,53 kvadratkilometer. Räknas de 2 avrinningsområdena uppströms in blir den ackumulerade arean 1,48 kvadratkilometer. Vattendraget som avvattnar avrinningsområdet har biflödesordning 2, vilket innebär att vattnet flödar genom totalt 2 vattendrag innan det når havet efter 725 kilometer. Avrinningsområdet består mestadels av skog (61 procent). Avrinningsområdet har 0,2 kvadratkilometer vattenytor vilket ger det en sjöprocent på 38,5 procent.